# Nati nel 1931/Ottobre
| Questa pagina contiene informazioni ricavate automaticamente dalle voci biografiche con l'ausilio del template Bio e di un bot. L'aggiornamento è periodico e automatico e ricostruisce completamente la pagina. Se manca una persona in questa lista, sei pregato di non aggiungerla, ma accertati piuttosto che la sua voce biografica contenga il template Bio e che i dati anagrafici siano correttamente compilati. Se il template Bio manca, inseriscilo tu stesso o, in alternativa, metti l'avviso {{tmp\|Bio}} che ne segnala la mancanza. Se i dati riportati sono sbagliati, correggi direttamente la voce biografica; le modifiche saranno visibili in questa lista entro pochi giorni. Per chiarimenti vedi il progetto biografie. La lista contiene solo le 172 persone che sono citate nell'enciclopedia e per le quali è stato implementato correttamente il template Bio. Pagina aggiornata al 10 ago 2025. |

- 1º ottobre - Sylvano Bussotti, compositore e artista italiano († 2021)
- 1º ottobre - Alberto Gatto, calciatore italiano († 1976)
- 1º ottobre - Franc Košir, cantante sloveno († 1991)
- 1º ottobre - Angelo Ruffinoni, calciatore italiano († 2010)
- 1º ottobre - Tamara Rylova, pattinatrice di velocità su ghiaccio sovietica († 2021)
- 2 ottobre - Renzo Biondani, calciatore italiano († 2010)
- 2 ottobre - Keith Campbell, pilota motociclistico australiano († 1958)
- 2 ottobre - Enzo Facciolo, fumettista, disegnatore e grafico italiano († 2021)
- 3 ottobre - Eugenio Corecco, vescovo cattolico svizzero († 1995)
- 3 ottobre - Jiří Feureisl, calciatore cecoslovacco († 2021)
- 3 ottobre - Glenn Hall, ex hockeista su ghiaccio canadese
- 3 ottobre - Antonio Lepschy, ingegnere italiano († 2005)
- 3 ottobre - Ray Nelson, autore di fantascienza statunitense († 2022)
- 3 ottobre - Denise Scott Brown, architetta statunitense
- 3 ottobre - Carlo Villa, poeta, scrittore e saggista italiano
- 4 ottobre - Thane Baker, ex velocista statunitense
- 4 ottobre - Luigi Caligaris, militare e politico italiano († 2019)
- 4 ottobre - João Galaz, ex calciatore portoghese
- 4 ottobre - Giancarlo Garbelli, pugile italiano († 2013)
- 4 ottobre - Roy Hartle, calciatore inglese († 2014)
- 4 ottobre - Werner Israel, fisico canadese († 2022)
- 4 ottobre - Jiang Yanyong, medico cinese († 2023)
- 4 ottobre - Kees Kuijs, ex calciatore olandese
- 4 ottobre - Stefano Menicacci, politico e avvocato italiano († 2023)
- 4 ottobre - Richard Rorty, filosofo statunitense († 2007)
- 4 ottobre - Giulio Santoro, chirurgo e paracadutista italiano († 2021)
- 4 ottobre - Domenico Seren Gay, produttore discografico, paroliere e compositore italiano († 2003)
- 4 ottobre - Romeu Tuma, politico brasiliano († 2010)
- 4 ottobre - Igor' Volčok, allenatore di calcio e calciatore sovietico († 2016)
- 4 ottobre - Bernard Woringer, attore francese († 2014)
- 5 ottobre - Carlo Da Prà, bobbista italiano († 1993)
- 5 ottobre - Nadežda Konjaeva, ex giavellottista sovietica
- 5 ottobre - Valentin Lazarov, arbitro di pallacanestro bulgaro († 2020)
- 5 ottobre - Christiane Mercelis, tennista belga († 2024)
- 5 ottobre - Galina Šamraj, ginnasta sovietica († 2022)
- 6 ottobre - Aldo Aureggi, schermidore italiano († 2020)
- 6 ottobre - Mario Battaini, polistrumentista e arrangiatore italiano († 2000)
- 6 ottobre - Nikolaj Stepanovič Černych, astronomo russo († 2004)
- 6 ottobre - Riccardo Giacconi, astrofisico italiano († 2018)
- 6 ottobre - Michael Hardie Boys, giurista e politico neozelandese († 2023)
- 6 ottobre - André Trochut, ciclista su strada francese († 1996)
- 7 ottobre - Stan Brittain, ex ciclista su strada britannico
- 7 ottobre - Cotton Fitzsimmons, allenatore di pallacanestro statunitense († 2004)
- 7 ottobre - Ryūzō Hiraki, dirigente sportivo, calciatore e allenatore di calcio giapponese († 2009)
- 7 ottobre - Adolfo Morello, ex calciatore argentino
- 7 ottobre - Aldo Santoni, calciatore italiano († 2010)
- 7 ottobre - Desmond Tutu, arcivescovo anglicano e attivista sudafricano († 2021)
- 7 ottobre - Tatjana Zoković, cestista jugoslava († 2003)
- 8 ottobre - Bill Brown, calciatore scozzese († 2004)
- 8 ottobre - Giovanni Garbini, orientalista italiano († 2017)
- 8 ottobre - Fan Ho, fotografo, regista e attore cinese († 2016)
- 8 ottobre - Andreas Molterer, sciatore alpino austriaco († 2023)
- 8 ottobre - John O'Brien, pallanuotista australiano († 2020)
- 8 ottobre - Franco Cosimo Panini, editore italiano († 2007)
- 8 ottobre - Otto Hermann Pesch, teologo tedesco († 2014)
- 9 ottobre - Stuart Devlin, artista australiano († 2018)
- 9 ottobre - Ladislau Mokos, ex cestista romeno
- 9 ottobre - Sandro Moretti, attore italiano
- 9 ottobre - Guglielmo Pasta, politico italiano († 1986)
- 10 ottobre - Pilar Barril, tennista spagnola († 2011)
- 10 ottobre - Román Chalbaud, drammaturgo e regista venezuelano († 2023)
- 10 ottobre - Shakuntala Devi, politica indiana († 2022)
- 10 ottobre - Jack Hakim, nuotatore e pallanuotista egiziano
- 10 ottobre - Gennarino Palumbo, cantante e attore italiano († 1980)
- 10 ottobre - Adriano Rossi, calciatore italiano († 2017)
- 11 ottobre - Ricardo Alós, calciatore spagnolo († 2024)
- 11 ottobre - Salvatore Campus, politico italiano († 1987)
- 11 ottobre - Calcedonio Di Pisa, mafioso italiano († 1962)
- 11 ottobre - Tadeusz Rut, martellista e discobolo polacco († 2002)
- 12 ottobre - Mario Biagioni, politico italiano († 1989)
- 12 ottobre - Ole-Johan Dahl, scienziato e informatico norvegese († 2002)
- 12 ottobre - Simon Gronowski, avvocato belga
- 12 ottobre - Evgenij Efimovič Karelov, regista sovietico († 1977)
- 12 ottobre - Giorgio Pennacchietti, ex tiratore a segno italiano
- 12 ottobre - Aristide Pozzali, pugile italiano († 1979)
- 12 ottobre - Michel Trinquier, pittore francese
- 12 ottobre - Viktor Šamburkin, tiratore a segno sovietico († 2018)
- 13 ottobre - Dritëro Agolli, scrittore e politico albanese († 2017)
- 13 ottobre - István Gulyás, tennista ungherese († 2000)
- 13 ottobre - Raymond Kopa, calciatore francese († 2017)
- 13 ottobre - Eddie Mathews, giocatore di baseball e allenatore di baseball statunitense († 2001)
- 13 ottobre - José Luis Jordán Peña, ingegnere spagnolo († 2014)
- 13 ottobre - Pierre Rolland, critico musicale, direttore artistico e conduttore radiofonico canadese († 2011)
- 14 ottobre - Nikhil Banerjee, compositore e musicista indiano († 1986)
- 14 ottobre - Rinus Bennaars, calciatore olandese († 2021)
- 14 ottobre - Heinz Fütterer, velocista tedesco († 2019)
- 14 ottobre - Duško Gojković, trombettista, compositore e arrangiatore serbo († 2023)
- 14 ottobre - Rafael Puyana, clavicembalista colombiano († 2013)
- 15 ottobre - Freddy Cole, cantante e pianista statunitense († 2020)
- 15 ottobre - Abdul Kalam, politico indiano († 2015)
- 15 ottobre - Ahmed Laraki, politico marocchino († 2020)
- 15 ottobre - Nicola Mancino, politico italiano
- 16 ottobre - Charles Colson, politico e predicatore statunitense († 2012)
- 16 ottobre - Hans Friderichs, dirigente d'azienda e politico tedesco
- 16 ottobre - Valerij Klimov, violinista e docente russo († 2022)
- 16 ottobre - Mílton Alves da Silva, calciatore brasiliano († 1973)
- 17 ottobre - José Alencar, politico brasiliano († 2011)
- 17 ottobre - Ralph O'Donnell, calciatore inglese († 2011)
- 17 ottobre - René Pirolley, nuotatore francese († 2013)
- 17 ottobre - Fabio Soldaini, calciatore italiano († 2012)
- 18 ottobre - Susi Eppenberger, politica svizzera († 2023)
- 18 ottobre - Brenno Fontanesi, calciatore italiano († 2011)
- 18 ottobre - Adhemar Grijó Filho, pallanuotista e nuotatore brasiliano († 2020)
- 19 ottobre - John le Carré, scrittore britannico († 2020)
- 19 ottobre - Roberto Colacicchi, geologo italiano († 2024)
- 19 ottobre - Manolo Escobar, cantante spagnolo († 2013)
- 19 ottobre - Atsushi Miyagi, tennista giapponese († 2021)
- 19 ottobre - Ferenc Pinter, illustratore e pittore italiano († 2008)
- 19 ottobre - Rubens de Falco, attore brasiliano († 2008)
- 20 ottobre - Andrea Barro, ciclista su strada italiano († 2018)
- 20 ottobre - Zeke Bratkowski, giocatore di football americano e allenatore di football americano statunitense († 2019)
- 20 ottobre - Antonio Giammarinaro, allenatore di calcio e ex calciatore italiano
- 20 ottobre - Mickey Mantle, giocatore di baseball statunitense († 1995)
- 20 ottobre - Pietro Marino, giornalista e critico d'arte italiano
- 20 ottobre - Mateo Martinic, storico, politico e avvocato cileno
- 20 ottobre - Park Wan-suh, scrittrice sudcoreana († 2011)
- 20 ottobre - Anna Maria Torniai, attrice italiana († 2011)
- 21 ottobre - Ali Beratlıgil, calciatore e allenatore di calcio turco († 2016)
- 21 ottobre - Nicole Courcel, attrice francese († 2016)
- 21 ottobre - Shammi Kapoor, attore indiano († 2011)
- 21 ottobre - Marzio Lepri, calciatore italiano († 2013)
- 21 ottobre - Thomas C. Oden, teologo statunitense († 2016)
- 21 ottobre - Vivian Pickles, attrice britannica
- 22 ottobre - Betty Clark, cestista statunitense († 2012)
- 22 ottobre - Károly Ecser, sollevatore ungherese († 2005)
- 22 ottobre - Virginiangelo Marabini, politico italiano († 2016)
- 22 ottobre - Ann Rule, scrittrice e poliziotta statunitense († 2015)
- 23 ottobre - Lolly Borg, calciatore e allenatore di calcio maltese († 2020)
- 23 ottobre - Jim Bunning, giocatore di baseball e politico statunitense († 2017)
- 23 ottobre - Danilo Coito, cestista uruguaiano († 2010)
- 23 ottobre - Bruno Corbucci, regista e sceneggiatore italiano († 1996)
- 23 ottobre - Diana Dors, attrice britannica († 1984)
- 23 ottobre - Armando Fausto Fabi, militare italiano († 1961)
- 23 ottobre - Johnny Kitagawa, imprenditore giapponese († 2019)
- 23 ottobre - Fernando Lazzaroni, arbitro di calcio italiano († 1996)
- 23 ottobre - David Mathers, calciatore scozzese († 2014)
- 23 ottobre - Raymond Sabounghi, cestista egiziano († 2002)
- 24 ottobre - Sofija Asgatovna Gubajdulina, musicista e compositrice russa († 2025)
- 24 ottobre - Maria Magnani Noya, politica italiana († 2011)
- 24 ottobre - Ken Utsui, attore giapponese († 2014)
- 25 ottobre - Renato Cecilia, attore italiano († 2010)
- 25 ottobre - Annie Girardot, attrice francese († 2011)
- 25 ottobre - Klaus Hasselmann, climatologo, fisico e meteorologo tedesco
- 25 ottobre - Jimmy McIlroy, allenatore di calcio e calciatore nordirlandese († 2018)
- 26 ottobre - Tilde Capomazza, regista televisiva italiana († 2018)
- 26 ottobre - Larry Lieber, fumettista statunitense
- 26 ottobre - Igor' Maslennikov, regista sovietico († 2022)
- 26 ottobre - Giorgio Turchi, calciatore italiano († 2022)
- 27 ottobre - Werner Bormann, economista e esperantista tedesco († 2013)
- 27 ottobre - Leo Hebert, giocatore di curling canadese († 2020)
- 27 ottobre - Nawal al-Sa'dawi, scrittrice, psichiatra e saggista egiziana († 2021)
- 27 ottobre - Richard Smith, pittore britannico († 2016)
- 28 ottobre - Ed Gregory, allenatore di pallacanestro e dirigente sportivo statunitense († 1995)
- 28 ottobre - Silvano Meconi, pesista italiano († 2005)
- 28 ottobre - Ed Mioduszewski, giocatore di football americano statunitense († 2018)
- 28 ottobre - Mimīs Stefanidīs, ex cestista e allenatore di pallacanestro greco
- 29 ottobre - Doug Bolstorff, cestista statunitense († 2021)
- 29 ottobre - Gilbert Gascard, fumettista francese († 2010)
- 29 ottobre - Franco Interlenghi, attore italiano († 2015)
- 30 ottobre - Carlos Alberto Etchandy Gimeno Navarro, arcivescovo cattolico brasiliano († 2003)
- 30 ottobre - Dick Gautier, attore statunitense († 2017)
- 30 ottobre - Ruth Klüger, scrittrice e docente statunitense († 2020)
- 30 ottobre - Giancarlo Ligabue, paleontologo e politico italiano († 2015)
- 30 ottobre - Ann Roth, costumista statunitense
- 31 ottobre - Adriano Cerquetti, avvocato e politico italiano († 2003)
- 31 ottobre - Antonio Dal Monte, medico e pilota motonautico italiano
- 31 ottobre - Doris Laine, ballerina e direttrice artistica finlandese († 2018)
- 31 ottobre - Jack Molinas, cestista statunitense († 1975)
- 31 ottobre - Iivo Nei, scacchista estone
- 31 ottobre - Sergio Obeso Rivera, cardinale e arcivescovo cattolico messicano († 2019)
- 31 ottobre - Umberto Pierantoni, poliziotto, prefetto e funzionario italiano
- 31 ottobre - Dan Rather, giornalista statunitense